# 淋溶土
淋溶土（英語：Alfisol），又名淋育土、聚铝铁土，是美国农业部土壤分类系统划分土纲之一。淋溶土在湿润到半干旱半湿润的地方形成，尤其是在硬木森林的覆盖下。淋溶土的底土中富含黏土，相对较高的天然肥力。英文名中的前缀“Alf”指铝（Al）和铁（Fe），中文的“淋溶”则指淋溶作用。淋溶土肥沃而且常见，是农业生产的最重要的土纲之一。在农林业广泛使用，比其他湿润气候土壤更容易保持肥沃，尽管澳大利亚和非洲的淋溶土十分缺氮和磷。热带季风区域的淋溶土在重度农耕，尤其是使用氮肥的时候，有酸化的趋势。
在世界土壤参考基准中，淋溶土大多被划分为高活性淋溶土或低活性淋溶土，也有一些被分为网状土或粘绨土；潮湿淋溶土主要被分为滞水土或者黏磐土；含有鈉質層的淋溶土大多被分为鹼土。
淋溶土覆盖了地球无冰土地的十分之一，在许多领域都占主要地位，比如美国的俄亥俄河盆地、南欧和不结冰的西欧、波罗的海地区、歐洲俄羅斯中部、印度南部的干旱地区、非洲的苏丹、南美洲的许多地区等。
只有适度的淋溶才会形成淋溶土。根据定义，淋溶土必须含有至少35%的饱和度，也就是说钙、镁、磷相对丰富。相比之下極育土的淋溶程度更高，土壤饱和度低于35%。在北美洲东部，淋溶土通常见于冰川地区，而极育土仅限于最大冰川作用范围以南的地区。
淋溶土的化石记录始于晚期泥盆纪。可能是因为十分肥沃，这种土是最古老的森林土壤；相比之下，发现的生长在氧化物土上的植被不早于二叠纪中期。 淋溶土的化石在始新世以来的整个石炭纪都很常见。

## 亚纲
- 潮湿淋溶土：该亚纲水飽和时间很长，足以引起氧气的消耗。这个亚纲的土壤大都可能曾经被森林覆盖。存在氧化还原形态特征（英语：Redoximorphic features）。
- 冷凉淋溶土：该亚纲主要分布在寒冷的高海拔地区，高海拔地区往往很冷，温度范围从为0~8℃。
- 湿润淋溶土：该亚纲主要分布在湿润、半湿润的温暖带，这个亚纲的土壤大都可能曾经被森林覆盖。
- 半干润淋溶土：该亚纲主要分布在气候半干旱，夏季湿润冬季干燥的地区。
- 夏旱淋溶土：该亚纲主要分布在地中海气候区，夏季連續長期乾燥而冬季濕潤。[2]

## 另見
- 淋溶作用
- 土壤学
- 土壤分類（英语：Soil classification）
- 土壤科學
- 土壤種類

## 外部鏈接
- . United States Department of Agriculture.   [2008-01-04]. （原始内容存档于2007-10-18）.[]
- . University of Idaho.   [2006-05-14]. （原始内容存档于2006-09-01）.[]